# 霍羅德尼切尼鄉

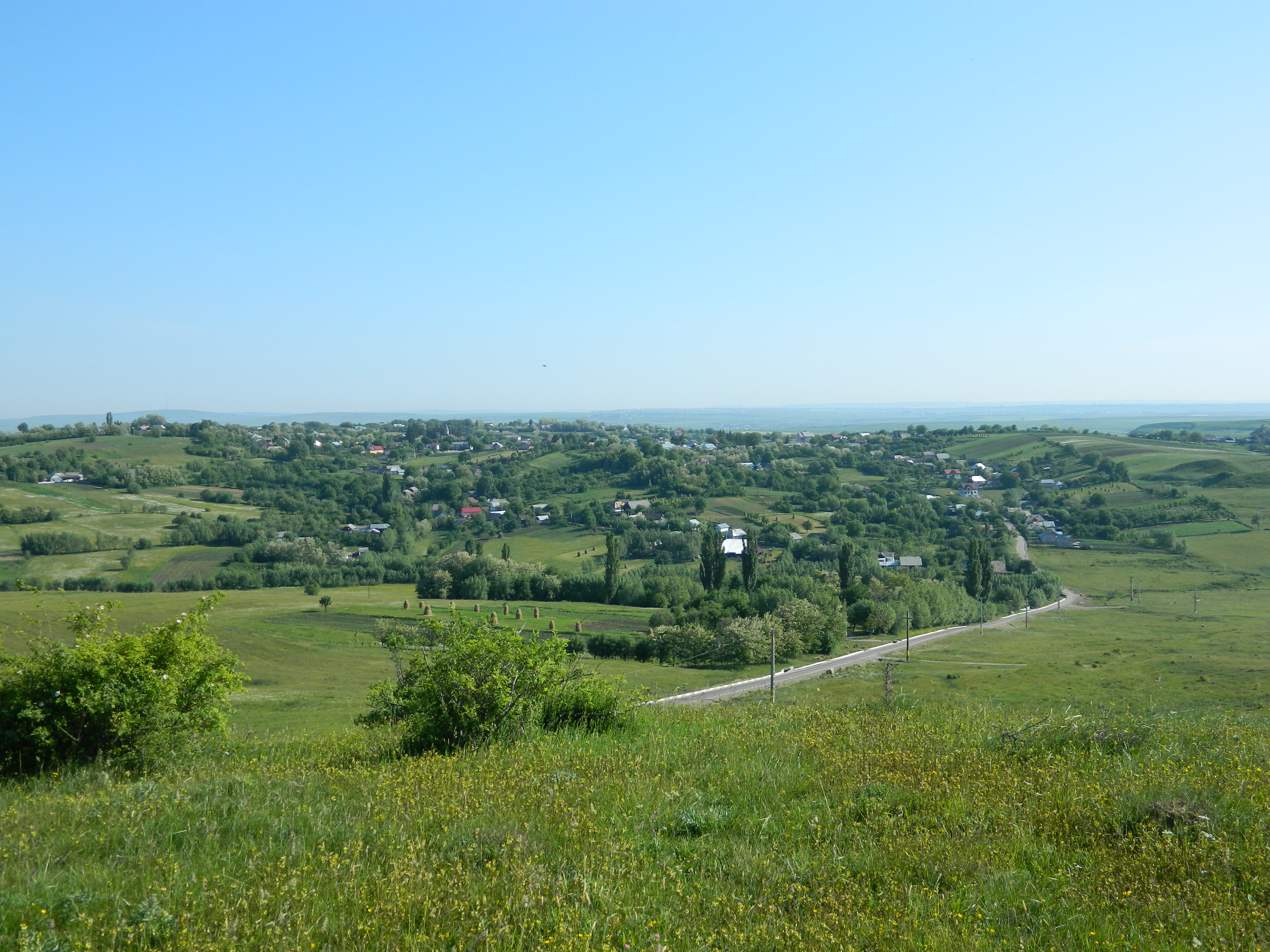
從霍羅德尼切尼看到的風景

47°32′N 26°10′E / 47.533°N 26.167°E
霍羅德尼切尼鄉（羅馬尼亞語：Comuna Horodniceni, Suceava），是羅馬尼亞的鄉份，位於該國東北部，由蘇恰瓦縣負責管轄，面積57平方公里，海拔高度387米，2007年人口3,641，人口密度每平方公里64人。